# Église Notre-Dame de Lignières
Ne pas confondre avec l'église Notre-Dame de Lignières (Charente), classée monument historique sur la commune de Lignières-Ambleville.
L'église Notre-Dame de Lignières, est située dans le département du Cher, sur la commune de Lignières, en France.

## Localisation
L'église est en rive droite de l'Arnon, à l'est du bourg, desservie par la rue Colbert ou un pont sur l'Arnon

## Historique
Mentionné dès 1115 dans une bulle du pape Pascal II, l'édifice initial sous forme de chapelle a été construit au XIe siècle, puis vraisemblablement agrandi au XIIe siècle.
Construite à l'emplacement de la chapelle Sainte-Marie, elle dépend originellement de l'église de Saint-Hilaire de Bornes (actuellement Saint-Hilaire-en-Lignières) puis rattachée au château par décision de Pascal II en 1115. Probablement du fait de l'établissement d'un village aux abords de la place forte, la chapelle fut agrandie vers 1170. Elle n'est consacrée qu'en 1450 par Jean Cœur, archevêque de Bourges. En 1471, par une bulle de Sixte IV, elle est érigée en collégiale avec l'installation d'un chapitre de chanoines.
Elle connaît plusieurs aménagements et réfections jusqu'au XVIe siècle mais en 1563, lors de la première guerre de religion, elle est gravement endommagée, pillée, incendiée et en partie détruite. De cette époque jusqu'au milieu du XIXe siècle, plusieurs modifications sont réalisées, puis en 1860 est décidée une restauration complète de la nef, commencée en 1863 d'après les plans de MM. Duchemin, architecte, et Gallicher, ingénieur, avec, comme souvent à l'époque, une complète transformation et durant laquelle sont ajoutés deux bas-côtés. Le dernier aménagement d'importance est effectué en 1877 avec la construction d'un clocher en remplacement d'un dôme bâti en 1635 pour remplacer une ancienne flèche alors très délabrée.
Des travaux de mise hors d'eau du clocher ont été réalisés de décembre 2013 à fin mai 2014.
Elle est inscrite en totalité à l'inventaire supplémentaire des monuments historiques par arrêté du 2 mars 1926.

## Description
C'est l'une des nombreuses églises du style roman tardif avec des éléments de style gothique que l'on trouve en Berry. De l'époque romane subsistent l'abside et les absidioles, le portail occidental et plusieurs chapiteaux sculptés.

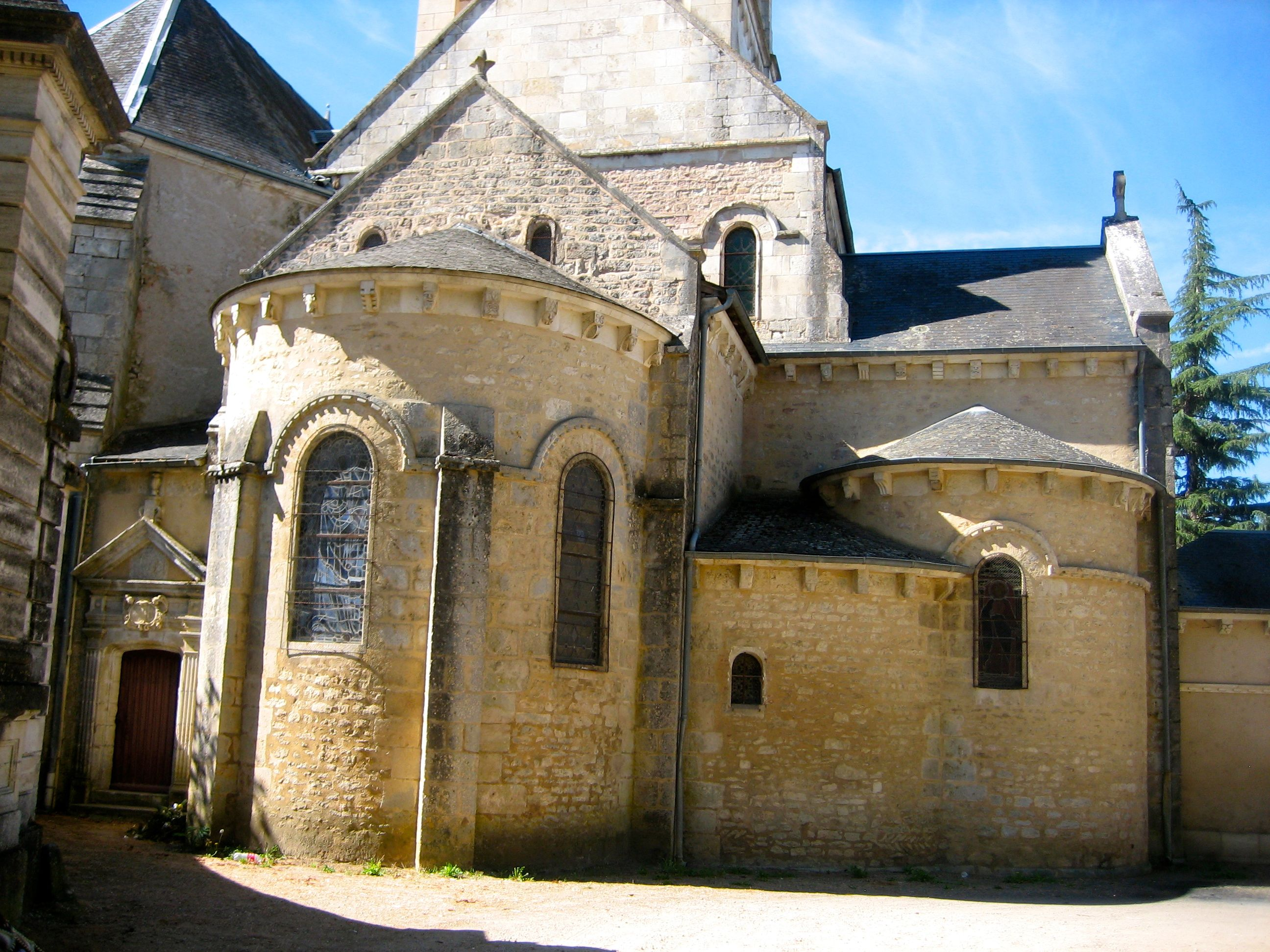
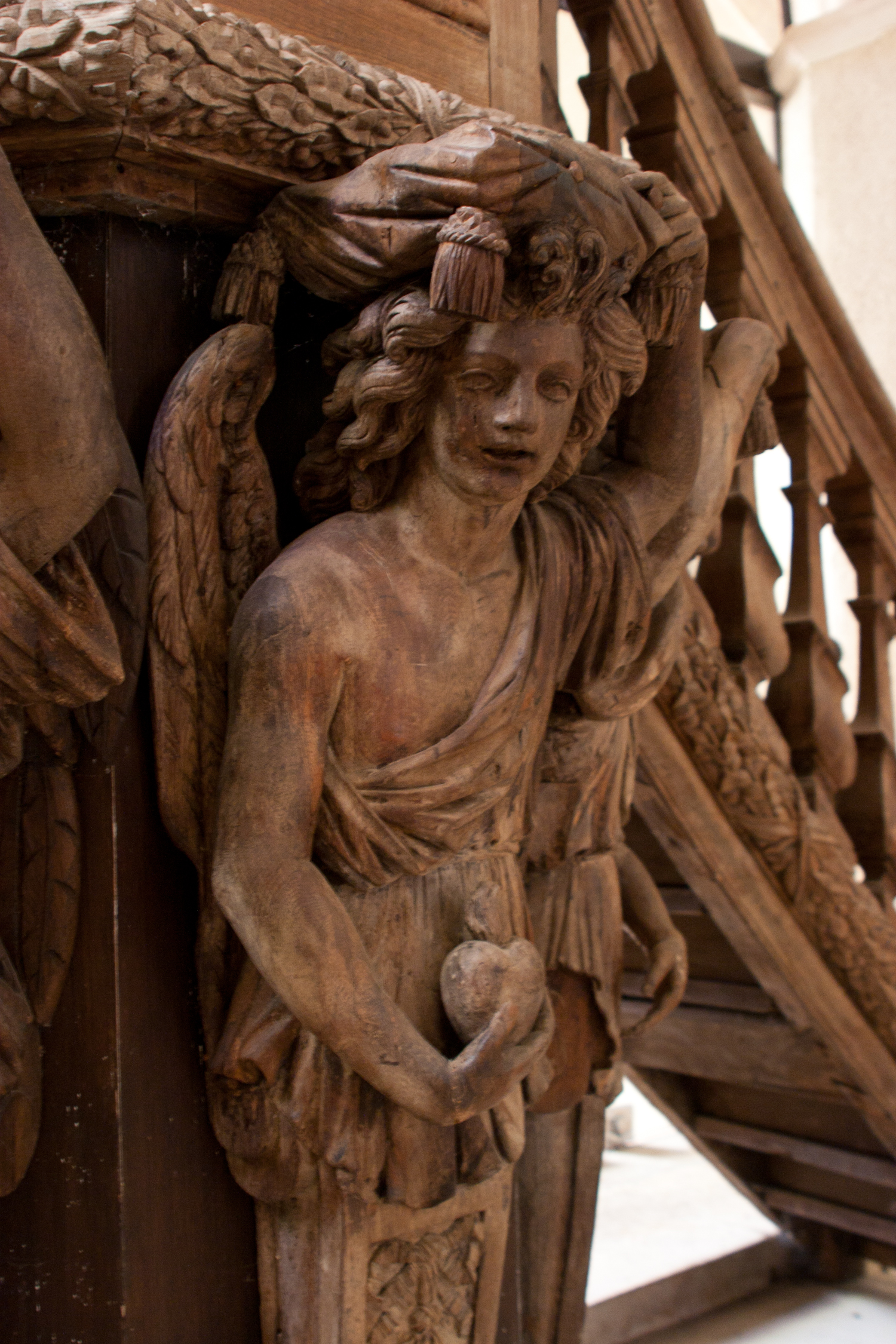
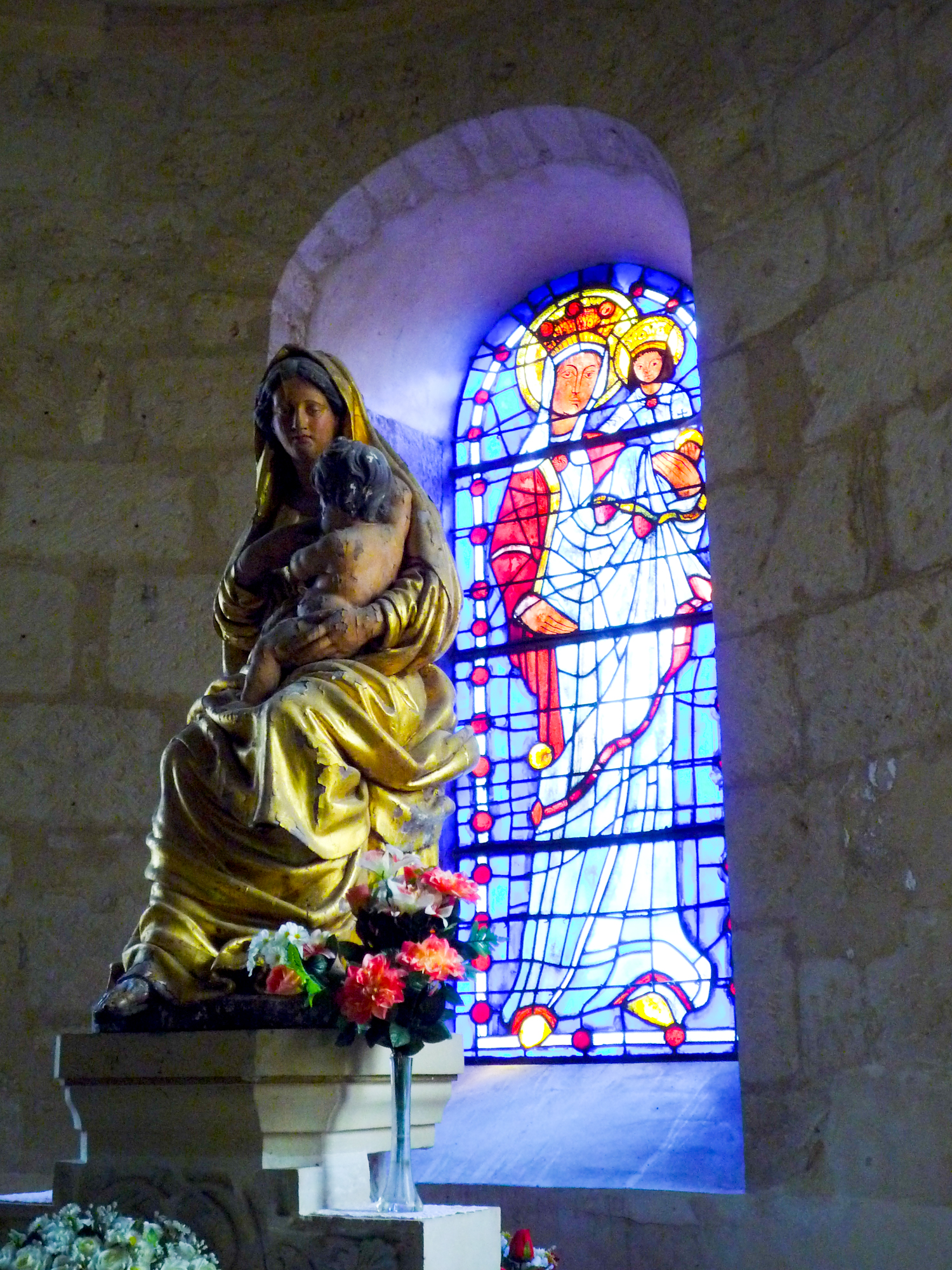
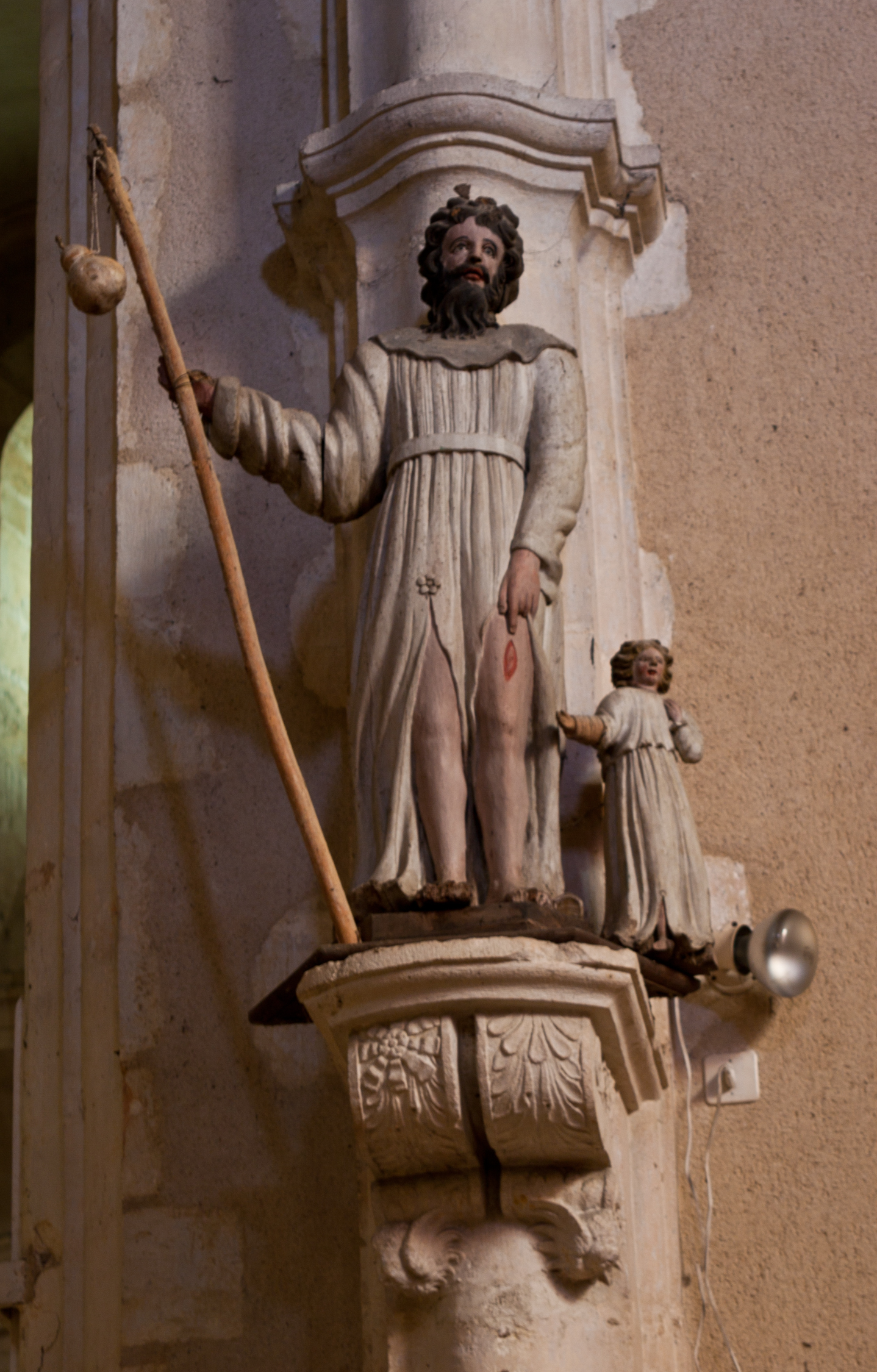
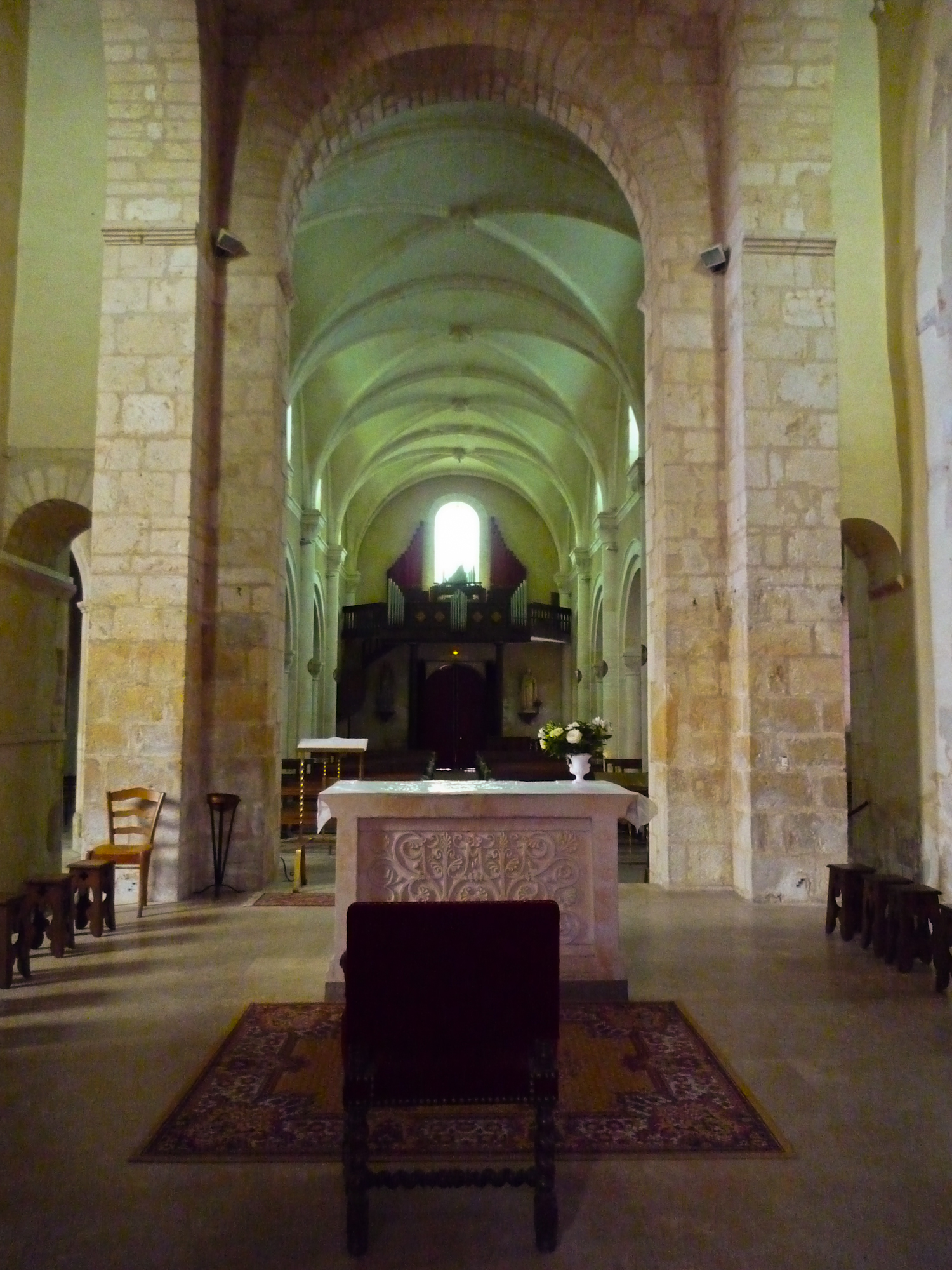
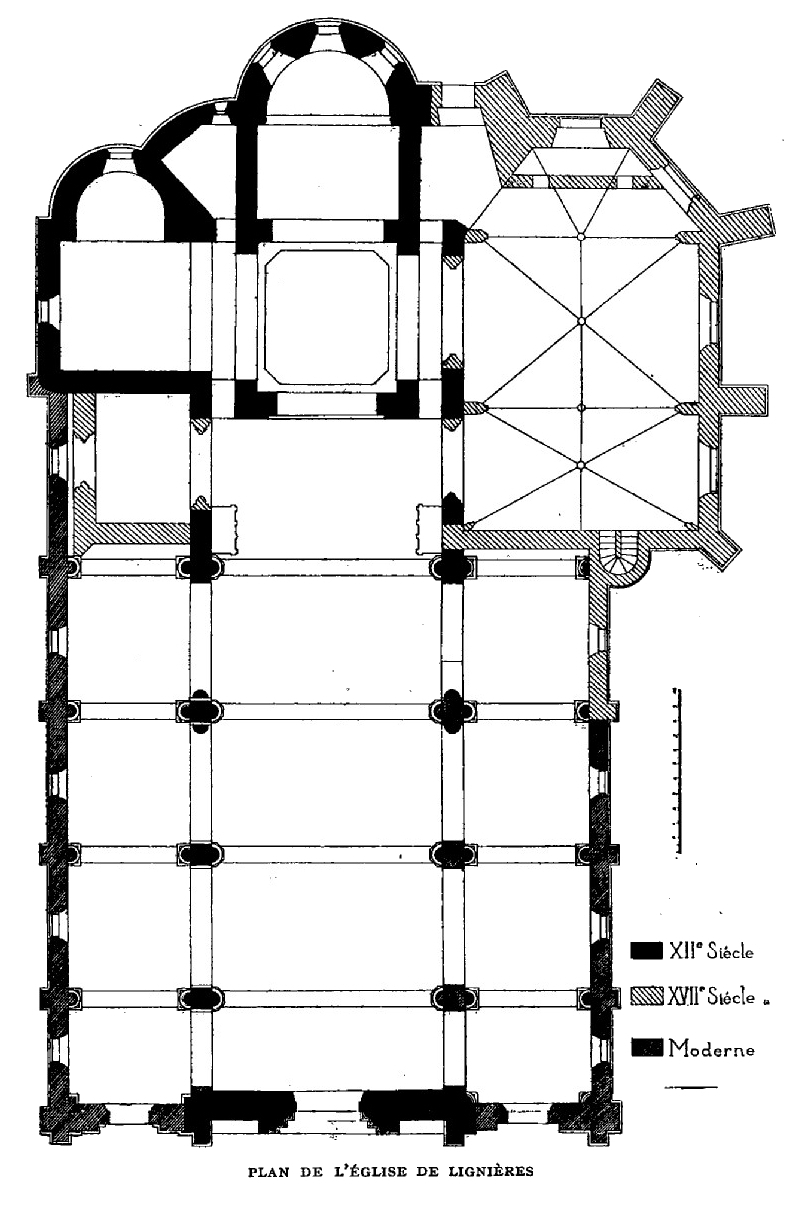